# Niclas Engelin

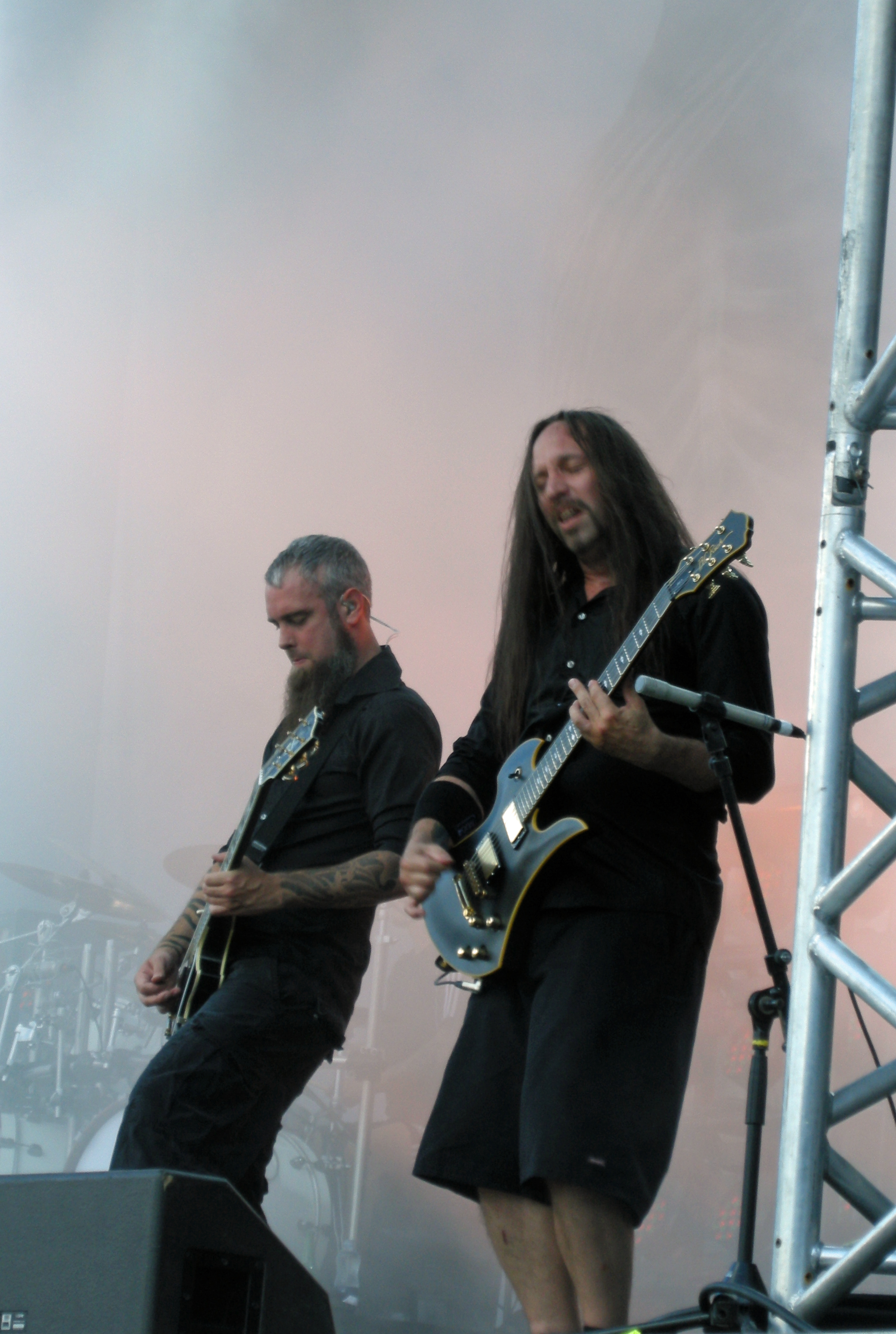
Engelin och Björn Gelotte med In Flames, Sonisphere 2011

Niclas Engelin, född 1972, är en svensk gitarrist, låtskrivare och grundare av metalbandet Engel vars debutalbum Absolute Design gavs ut i november 2007. Senaste albumet Abandon All Hope släpptes 2018. Från februari 2011 är Engelin även permanent gitarrist i In Flames. Engelin är 2014 också aktuell med bandet Drömriket.

## Biografi
Niclas Engelin, född 1972, är gitarrist i In Flames och låtskrivare i metalbandet Engel och Drömriket från Göteborg. Han var en av dem som grundade Engel 2002, och spelar där tillsammans med gitarristen Marcus Sunesson, sångare Mikael Sehlin, basisten Steve Drennan och trummisen Oscar Nilsson. Musiken till låtarna på bandets debutalbum Absolute Design som gavs ut i november 2007, är skrivna av Engelin. Det är också hans smeknamn sedan barndomen, "Engel", som gett bandet dess namn. Engels andra album "Threnody" släpptes i specialutgåva i Japan under maj 2010 och gavs ut i Europa i november 2010. I januari 2011 släpptes albumet även i Nordamerika. 
Engelin har tidigare spelat i banden Passenger, Gardenian och Sarcazm. Han har också spelat med In Flames bland annat vid deras turnéer i Europa och Japan 1997-1998 och i Nordamerika våren 2009. Han spelade även med In Flames på musikfestivalen Metaltown 2010. Från 28 februari 2011 är Niclas Engelin permanent gitarrist och fullvärdig medlem i In Flames.
I maj 2014 släppte Engelin ihop med Magnus "Adde" Andreasson (Hardcore Superstar), Ralf Gyllenhammar (Mustasch) och Jonas Slättung (Den Mänskliga Faktorn) projektet Drömriket självbetitlade debutalbum Drömriket via Gain Records.

## Diskografi

### Med Sarcazm
- Breath, Shit, Excist... 1993 (Deathside Records)

### Med Gardenian
- Two Feet Stand 1997 (Listenable Records)
- Soulburner 1999 (Nuclear Blast)
- Sindustries 2000 (Nuclear Blast)

### Med Passenger
- Passenger 2003 (Century Media)

### Med Engel
- Absolute Design 2007 (Steamhammer/SPV)
- Threnody (Japan Edition) 2010 (Trooper Entertainment)
- Threnody (EU & NA) 2010 (Season of Mist)
- Blood Of Saints 2012 (Season Of Mist)
- Raven Kings 2014 (Gain/Sony)
- Abandon All Hope 2018

### Med In Flames
- Whoracle 1997 (Nuclear Blast)
- Sounds Of A Playground Fading 2011 (Century Media)
- Siren Charms 2014 Epic/Sony , Razzia
- Battles 2016 , Nuclear Blast

### Med Drömriket
- Drömriket 2014 Gain Records

### Med We Sell the Dead
- Heaven Doesn’t Want You And Hell Is Full 2018 Edel/earMusic
- Black Sleep 2020 Edel/earMusic

### Med Halo Effect
- Days Of The Lost 2022 Nuclear Blast